# Gehyra borroloola
Gehyra borroloola là một loài thằn lằn trong họ Gekkonidae. Loài này được King mô tả khoa học đầu tiên năm 1984.